# Arepa
La arepa es una preparación culinaria de origen amerindio hecha a base de masa de maíz cocido. Tiene forma circular y aplanada, y se cocina mediante métodos diversos como el asado, horneado o la fritura. La masa puede incluir variaciones contemporáneas que incorporan otros ingredientes como queso, huevos o vegetales. Es un componente fundamental en las gastronomías de Colombia y Venezuela, países donde su consumo es cotidiano y está arraigado en la cultura alimenticia.
La arepa posee antecedentes prehispánicos y ha evolucionado en su forma de preparación desde métodos manuales tradicionales —como el uso de budares y batanes— hasta procesos industrializados que emplean harina de maíz precocida, introducida a mediados del siglo XX. Su consumo está documentado también en regiones de Bolivia, y persiste en comunidades rurales que continúan empleando maíz cocido y molido manualmente, sin recurrir a productos industrializados.
Existen otras preparaciones tradicionales que presentan similitudes formales o funcionales con la arepa. En América Latina se encuentran ejemplos como la gordita en México, la pupusa en El Salvador y Honduras, la tortilla gruesa de maíz en Panamá, la changa en algunas zonas de Bolivia y las tortillas asadas en fogón propias de las regiones andinas de Ecuador. También se ha señalado una analogía parcial con el talo, preparación de origen vasco elaborada con harina de maíz, aunque su contexto cultural y su desarrollo histórico son distintos a los de la arepa.
Además de su valor cultural e histórico, la arepa destaca por su aporte nutricional como fuente de carbohidratos, fibra dietética, minerales y vitaminas. Es naturalmente libre de gluten, lo que la hace adecuada para personas con enfermedad celíaca o sensibilidad al mismo, y su versatilidad permite adaptaciones para diversos requerimientos dietéticos y estilos culinarios.

## Origen del término
El origen del vocablo arepa está registrado en el Diccionario de la lengua española –DLE– de la Real Academia de la Lengua Española –RAE–, el cual indica que proviene del cumanagoto erepa, con el significado de ‘maíz’. Este origen fue recogido también por el Diccionario de americanismos, publicado por la Asociación de Academias de la Lengua Española, que coincide en señalar el cumanagoto como origen de la palabra.
La voz está documentada en diversas fuentes coloniales e históricas, lo que ha permitido rastrear su uso desde el periodo virreinal. El Corpus diacrónico del español –CORDE– de la RAE indica que el primer registro de este término se remonta a 1866. Asimismo, el Diccionario histórico de la lengua española (1933–1936) consigna una mención en Historia natural y moral de las Indias del jesuita José de Acosta.
Adicionalmente, existen registros de denominaciones indígenas diferentes en regiones específicas del actual territorio colombiano. Por ejemplo, la arepa era llamada tijitafun por los indígenas guanes en el actual departamento de Santander, Colombia, y Thytafun o thytá fun por los muiscas, según lo registrado por Gonzalo Jiménez de Quesada en 1545.
Galeotto Cei en su «Viaje y descripción de las Indias (1539-1553)» dijo que otros indígenas le llamaban también fectegua, voz proveniente posiblemente de agua, palabra chibcha con el significado de «maíz desgranado»: «Hacen una suerte de pan a modo de tortillas (...) y a esta clase llaman areppas y algunos fecteguas».
La difusión del vocablo arepa en buena parte del ámbito hispanoamericano durante el periodo colonial se encuentra ampliamente testimoniada en fuentes etnográficas, literarias y costumbristas, y fue objeto de atención por parte de cronistas e intelectuales del siglo XX interesados en las expresiones culturales populares.

## Historia
La historia de la arepa abarca un amplio arco temporal que se remonta a épocas prehispánicas, cuando diversas culturas indígenas del área septentrional de América elaboraban panes de maíz cocido como parte de su alimentación habitual. Desde entonces, esta preparación ha experimentado transformaciones significativas tanto en sus técnicas de elaboración como en su dimensión cultural, adaptándose a diferentes contextos históricos y sociales. A lo largo del período colonial y republicano, la arepa mantuvo su presencia en la dieta cotidiana de numerosas comunidades rurales y urbanas, consolidándose como un alimento emblemático en regiones de Colombia y Venezuela. En tiempos más recientes, su expansión hacia entornos urbanos e internacionales ha estado acompañada por procesos de estandarización industrial y resignificación cultural.

### Contexto
Los dos accidentes geográficos más significativos para la biodiversidad, la alimentación, los hábitos dietéticos, la población y la cultura de América del Sur son la cuenca amazónica, al este, y la cordillera de los Andes, al oeste. Esta última se extiende por aproximadamente 7 000 kilómetros y se encuentra próxima al océano Pacífico.
El poblamiento de América del Sur comenzó entre 30 000 y 13 000 años antes del presente. Las primeras migraciones se asentaron en el norte de los Andes, tras atravesar el istmo de Panamá desde América del Norte. Estas poblaciones se establecieron en la cordillera andina, aprovechando sus valles, planicies y ríos. La cordillera de los Andes se divide en tres regiones: Andes del Norte (Colombia y Venezuela), Andes Centrales (Perú, Bolivia y Ecuador) y Andes del Sur (Chile y Argentina).
En los Andes del Norte se desarrollaron varias culturas indígenas antes de la llegada de los europeos. Estas practicaban la agricultura en terrazas y diseñaron sistemas de canalización para riego y control de inundaciones. Entre ellas, la cultura muisca, considerada una de las más avanzadas de la región, se desarrolló en el altiplano cundiboyacense, en el centro de la actual Colombia, desde el período Herrera (siglo IV a. C.) hasta el siglo XVI d. C. Cultivaban maíz y domesticaron el pisco. Su territorio incluía un extenso lago.
La influencia cultural muisca se extendió hasta los Andes venezolanos, en los actuales estados Táchira, Trujillo y Mérida, a través del grupo timotocuica. La cordillera andina en Colombia se divide en el Nudo de los Pastos, formando dos ramales: la cordillera Occidental y la cordillera Central. Esta última se bifurca en la cordillera de Mérida y la sierra de Perijá, habitada por los yupka.
Existen registros antropológicos del cultivo de maíz en el suroccidente de Colombia desde hace más de 6 000 años, y sobre la presencia de la arepa en la alimentación hace aproximadamente 3 000 años, particularmente entre los muiscas. Esta práctica alimentaria se mantiene hasta el presente en la zona central del país.
Durante el periodo prehispánico en Venezuela, las regiones con mayor desarrollo fueron el área andina, influida por los muiscas hablantes de muisca, y el arco costero del Caribe, habitado por grupos de filiación caribeña que hablaban chotomaimu, una macrolengua con varios dialectos mutuamente inteligibles.
Entre estos grupos destacaban los cumanagoto y los chaima, que mantenían relaciones comerciales con pueblos de las Antillas Mayores y Menores. Existen registros que indican que los indígenas de la región cultivaban maíz, al que los cumanagotos denominaban ‘erepa’, término que se considera origen de la palabra «arepa». Cronistas de la época documentaron que estos pueblos elaboraban arepas hacia 1565, como lo consigna Girolamo Benzoni en su obra Historia del Nuevo Mundo. Los taínos de las Antillas, por su parte, denominaban al maíz como mahiz. Otros cronistas, como el franciscano Antonio Caulín Aguazil y el jesuita Felipe Salvator Gilij, también mencionaron el consumo de arepas en la costa oriental venezolana durante el siglo XVIII d. C.
En el norte del subcontinente, especialmente en los Andes, los pueblos indígenas compartían varios elementos en su dieta, como maíz, papa, quinoa, camote, yuca, ahuyama, fríjoles y maní, cultivados en distintos pisos térmicos. Las culturas indígenas andinas, vinculadas al imperio inca, desarrollaron una agricultura basada en la microverticalidad, aprovechando diferentes microclimas y ecosistemas para obtener productos tanto de zonas frías como templadas.

### Orígenes
La arepa es un alimento de origen indígena precolombino, elaborado a base de maíz y tradicional en las cocinas de varios pueblos originarios del norte de América del Sur, especialmente en las regiones andinas y costeras de la actual Colombia y Venezuela. Entre las culturas que la habrían consumido se encuentran los muiscas, taironas, arhuacos, cumanagotos, entre otras.
En la tradición cultural de los pueblos indígenas andinos y caribeños, el maíz tenía una función central tanto en la alimentación como en las prácticas rituales y espirituales. Se han documentado mitos de origen en los que el maíz aparece como una planta sagrada, con participación en ceremonias agrícolas y sociales. Estos relatos varían entre pueblos, pero suelen destacar una conexión simbólica entre la tierra, el maíz y la comunidad.
El proceso de elaboración ancestral de la arepa incluía la cocción de maíz en agua y cal, seguido de un molido con piedras, conocido como el batán y la cocción sobre un utensilio plano de barro o piedra, conocido como budare.
Según algunos estudios etnográficos, la preparación incluía también métodos como el pilado y el uso de zarandas para limpiar el grano. Las dimensiones, formas y texturas de la arepa variaban según la región y el grupo cultural. En ciertos contextos, la masa se moldeaba en forma de disco y se cocía sin grasa, dando como resultado un pan plano de superficie firme y aroma tostado.
Existen referencias que señalan que los cumanagotos, pueblo indígena de la costa oriental de Venezuela, denominaban erepa al alimento, lo que ha sido interpretado como un posible antecedente etimológico del término «arepa».
Varios portales de divulgación han interpretado estos antecedentes como prueba de que la arepa tiene raíces milenarias en la región.Otras fuentes periodísticas también afirman que su consumo se remonta a miles de años y que sigue presente en la alimentación cotidiana de diversas regiones.
En algunos relatos, se señala que la preparación de arepas se transmitía oralmente entre generaciones, junto con otros conocimientos sobre el cultivo, almacenamiento y procesamiento del maíz.
La presencia del budare como instrumento tradicional para cocer la arepa ha sido documentada tanto en regiones indígenas como en entornos rurales contemporáneos.
Desde mediados del siglo XX, la popularización de electrodomésticos como el «tosty arepa» en Venezuela, o el uso de planchas metálicas en Colombia, ha modificado los métodos tradicionales de cocción.

### Menciones históricas
Fray Pedro Simón, en sus Noticias historiales de las conquistas de Tierra Firme en las Indias Occidentales de 1626, documenta el consumo de arepas en el territorio que hoy corresponde a Venezuela:
| Veíanse las pobres indias tan afligidas en este tiempo, sin dejarles dormir de noche ni de día, haciendo arepas para tantos, y sobre todo las amenazas, y aun a vueltas de ellas algunas coces y mojicones, porque no las daban con más abundancia, hasta decir que las habían de quemar á ellas y al Padre Leuro ; que considerando ser mejor trato el que les hacían los españoles (al fin como de católicos cristianos), una noche, entre dos luces, sin sacar nada de su ropilla, con achaque de ir por leña para las arepas... |

Pedro Cieza de León, cuya obra Crónica del Perú fue completada antes de su muerte en 1554, describe el consumo de pan de maíz en la provincia de Cartagena de Indias, en el territorio actualmente colombiano:
| Entre estos indios de que voy tratando, y en sus pueblos se hace el mejor y más sabroso pan de maíz en la mayor parte de las Indias, tan gustoso y bien amasado que es mejor que alguno de trigo que se tiene por bueno. |

### Testimonios delsigloXIX
Durante el siglo XIX, varios viajeros europeos documentaron el consumo de arepas en el territorio que hoy corresponde a Colombia. Si bien el término y la preparación de la arepa también eran conocidos en otras regiones de América, como Venezuela, los testimonios primarios disponibles para este periodo que han sido citados en estudios históricos proceden principalmente de esa zona.
El científico francés Jean-Baptiste Boussingault recorrió el territorio colombiano entre 1823 y 1832 por orden de Simón Bolívar:
| Los chamíes llevan una existencia vagabunda: aman la selva y las corrientes de sus ríos, donde pescan. Durante semanas dejan a sus mujeres el cuidado de cultivar el maíz y la yuca; el primero es la base de su alimentación vegetal, como en toda Sur América y México. Cuando la mazorca no está madura todavía, la ponen a cocinar bajo ceniza y entonces es un alimento harinoso, ligeramente dulce, llamado “choclo”; cuando los granos están maduros, los mojan en agua y los trituran en una piedra, para hacer una pasta que modelan como una galleta y que cocinan en un plato de barro: así obtienen la “arepa”, especie de pan ácimo. |

El viajero sueco Carl August Gosselman, quien recorrió las regiones de Antioquia y el Viejo Caldas, escribió en su libro «Viaje por Colombia 1825-1826», publicado a su regreso a Estocolmo:
| «Lo que más abunda [en el mercado de Medellín] es el maíz, base de la alimentación, que se expende en forma de arepas, gruesas galletas de muy buen sabor, sanas y algo más nutritivas que el pan, prescindiendo de la porción de agua que contienen... Hoy día, ricos y pobres comen con gusto las sabrosas arepas» —Gosselman (1981), incluido en Morales Pamplona (2003, pp. 93-94) |

### Época actual

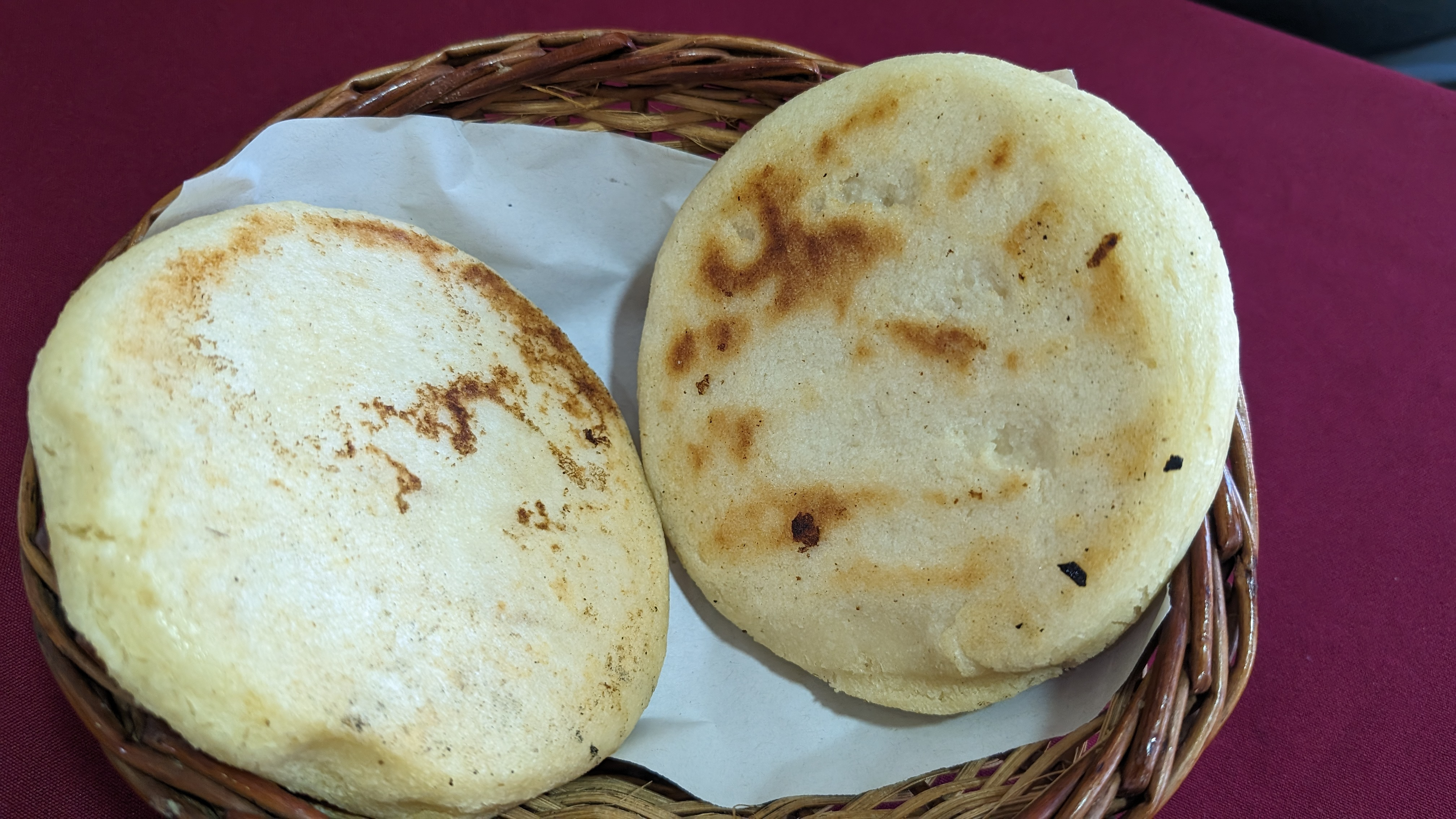
Arepas venezolanas

En la actualidad, la arepa ocupa un lugar destacado en la gastronomía de Colombia y Venezuela, donde es ampliamente consumida y reconocida como parte del patrimonio culinario nacional.
En muchas regiones de Colombia, especialmente en la región paisa, donde su consumo es diario, persiste el método tradicional de preparación de la arepa, que consiste en cocinar el maíz seco, molerlo manualmente y formar la masa a partir de este grano cocido, sin recurrir a productos industrializados.
Sin embargo, desde la década de 1960 se ha difundido el uso de harina de maíz precocida en Venezuela y en algunas regiones de Colombia, principalmente en contextos urbanos y en zonas donde la arepa no forma parte del consumo diario. Este producto, desarrollado originalmente en Venezuela y comercializado bajo marcas como Harina P.A.N., simplifica la elaboración de la arepa al eliminar la necesidad de remojar, cocer y moler el maíz.
La harina precocida permite obtener masa mediante la mezcla con agua y sal, reduciendo significativamente el tiempo de preparación. Una vez formada una masa suave y moldeable, se elaboran discos aplanados que se cocinan mediante asado, fritura u horneado, según las variantes regionales.
Además del maíz, en distintas zonas se preparan versiones de arepas elaboradas con otros ingredientes como yuca, auyama, coroba, guineo verde, ñame, trigo y plátano maduro, entre otros, así como combinaciones de estos productos.

## Ingrediente
El ingrediente fundamental de la arepa es el maíz, preferiblemente en sus variedades nativas. La sal es un componente opcional que se emplea para dar sabor y fortalecer la masa; en algunos lugares ni siquiera se utiliza en su elaboración. Dependiendo del tipo de arepa, pueden incorporarse otros ingredientes. Las prácticas culturales, las tradiciones y las particularidades culinarias de las distintas regiones inducen múltiples variantes, tanto en los ingredientes como en los métodos de preparación. En muchos casos, la elaboración de una arepa en particular proporciona un carácter distintivo a una gastronomía local o regional.

### Maíz
La preparación de la arepa se basa principalmente en el maíz, aunque no todas las variedades son adecuadas. La elección del tipo de maíz influye en el sabor, el color y la textura del producto final. Cada variedad aporta características particulares, lo que enriquece la diversidad de este alimento tradicional. A continuación se presentan los tipos de maíz más frecuentemente utilizados en su elaboración:
- Maíz blanco: es el más común y versátil. Produce arepas de sabor suave y textura ligeramente dulce. Es especialmente utilizado en la región paisa de Colombia.
- Maíz amarillo: se caracteriza por su color distintivo y sabor más intenso. Es ampliamente empleado en la costa caribeña colombiana y en diversas regiones de Venezuela.
- Maíz amarillo trillado: resultado de un proceso que incluye el pelado, fraccionamiento del grano y clasificación por tamaño. Se emplea en la preparación de arepas, tortillas, masas para tamales, hojuelas de maíz y sopas.
- Maíz chócolo o maíz tierno: se cosecha en estado lechoso, antes de alcanzar la madurez completa. Se utiliza en la preparación de arepas de chócolo, que presentan un sabor dulce y una textura blanda. Es común en Colombia y en otros países de Hispanoamérica.
- Maíces criollos: incluyen diversas variedades nativas, cada una con características particulares de sabor y textura. Su uso resalta la diversidad agroalimentaria y las tradiciones culinarias regionales. Ejemplos son el maíz puya, el maíz negrito o azulito, y los maíces pano, ojo de gallo, huevito, y cariaco rojo, rallado y amarillo.

### Otros ingredientes
Además del maíz, en algunas regiones se incorporan otros ingredientes a la masa para aportar sabor, color o textura, según las tradiciones culinarias locales o las preferencias individuales. Algunos de los más habituales son:
- Queso: en diversas regiones se añade queso rallado, especialmente queso blanco fresco, para enriquecer la masa con sabor salado y mayor suavidad.
- Leche: al incorporarse en la mezcla, contribuye a una textura más aterciopelada y un sabor más pronunciado.
- Mantequilla o aceite: su adición mejora la textura y el sabor de la masa. También se emplean para engrasar la plancha o sartén donde se cocinan las arepas.
- Azúcar o panela: utilizadas en la preparación de arepas dulces, especialmente como acompañamiento del café o chocolate caliente.
- Huevo: al mezclarse con la masa, aporta cohesión y un sabor más intenso.
- Chicharrón: en ciertas regiones se incorpora chicharrón a la masa, lo que le confiere sabor salado y textura crujiente.
- Plátano maduro: en algunas zonas se mezcla plátano maduro con la masa para producir arepas dulces con notas afrutadas.

### Rellenos
La arepa, por su versatilidad, admite una amplia variedad de rellenos. Algunos de ellos se han arraigado profundamente en las tradiciones culinarias de Colombia y Venezuela, donde se han convertido en elementos distintivos de sus respectivas cocinas. A continuación se enumeran algunos de los más representativos:
- Queso: constituye uno de los rellenos más frecuentes. Se emplean distintos tipos, desde quesos blancos frescos hasta variedades semicuradas o fundentes. En Venezuela destacan el queso de mano, el queso guayanés y el queso telita.
- Carne mechada: carne de res deshebrada y condimentada. Es un relleno tradicional en Venezuela y componente esencial del «pabellón criollo».
- Pollo: el pollo desmenuzado, generalmente combinado con aguacate y mayonesa, es el relleno característico de la arepa «reina pepiada» en Venezuela.
- Fríjoles negros: conocidos como caraotas en Venezuela, suelen servirse acompañados de queso blanco rallado. En ese país, esta combinación recibe el nombre de «arepa dominó».
- Huevo: en la costa Caribe colombiana se prepara la «arepa de huevo», una arepa frita que contiene un huevo en su interior.
- Huevos pericos: mezcla de huevos revueltos con cebolla y tomate, popular como relleno en diversas regiones.

## Elaboración

### Método tradicional
1. Preparación del maíz: en épocas pasadas, las comunidades indígenas llevaban a cabo un proceso que consistía en remojar los granos de maíz, cocerlos y posteriormente molerlos utilizando batanes para obtener la masa. En la actualidad, el uso de molinos manuales para moler el maíz cocido y la disponibilidad de harina de maíz precocida han agilizado significativamente el procedimiento.
2. Amasado: se combina la harina de maíz con agua y sal, trabajando la mezcla hasta obtener una masa suave y uniforme. La textura debe permitir su manipulación sin adherirse a las manos.
3. Formado de las arepas: se toman porciones de masa que se moldean en forma de esferas, las cuales se aplastan con las manos o con una superficie plana hasta lograr un disco circular. El grosor varía según las tradiciones y preferencias regionales.

1. Cocción: las arepas, que en el pasado se cocinaban sobre piedras calientes o en budares de barro, hoy pueden asarse en una parrilla, en una sartén o en una plancha a fuego medio, hasta que estén doradas por ambos lados. En Venezuela, desde fines del siglo XX, se ha popularizado el uso del «Tosty arepa», un electrodoméstico diseñado por la empresa Oster en 1989 que permite cocinarlas en menor tiempo mediante placas calefactoras.[40][41]

## Variedades regionales

### Colombia
La arepa en Colombia se manifiesta en una amplia diversidad de formas, sabores y texturas, reflejando la riqueza cultural y geográfica del país. Cada región ha desarrollado su propia versión, adaptándola a los ingredientes y las tradiciones locales. La arepa tela, originaria de la región paisa, es quizás la más emblemática. Se caracteriza por ser delgada, generalmente sin sal, y se consume a cualquier hora del día, a menudo acompañada de mantequilla y queso. Su importancia cultural es tal que en Medellín se celebra anualmente la feria La arepa invita.
La arepa boyacense, proveniente de la región de Boyacá, es notablemente diferente. Es una arepa gruesa y dulce, elaborada con harina de maíz amarillo y queso, y a menudo horneada. Su sabor dulce se debe en ocasiones a la adición de panela.
En la región Caribe colombiana, la arepa de huevo es un alimento frito que se ha convertido en un símbolo de la gastronomía local. Se prepara con maíz amarillo y, durante la fritura, se le introduce un huevo crudo que se cocina en su interior. Otra variedad costeña es la arepa de maíz pelao, elaborada con maíz que ha sido tratado con ceniza para remover la cáscara, resultando en una textura más suave y un sabor particular, a menudo acompañada de suero costeño.
En la región andina colombiana y el altiplano cundiboyacense, la arepa de choclo es muy popular. Es una arepa dulce hecha con maíz tierno o choclo, tradicionalmente cocinada a la parrilla o en un budare y a menudo servida con queso. En Venezuela, una preparación similar se conoce como cachapa. La arepa santandereana, originaria de la región de los Santanderes, se distingue por estar hecha de maíz amarillo al que se le añade yuca y chicharrón, lo que le confiere una textura más gruesa y crujiente. Suele asarse y en ocasiones contiene arroz. Finalmente, la arepa valluna, típica del Valle del Cauca, es delgada y similar a la paisa, pero se caracteriza por asarse directamente sobre la llama, lo que le da un sabor ahumado.

### Venezuela

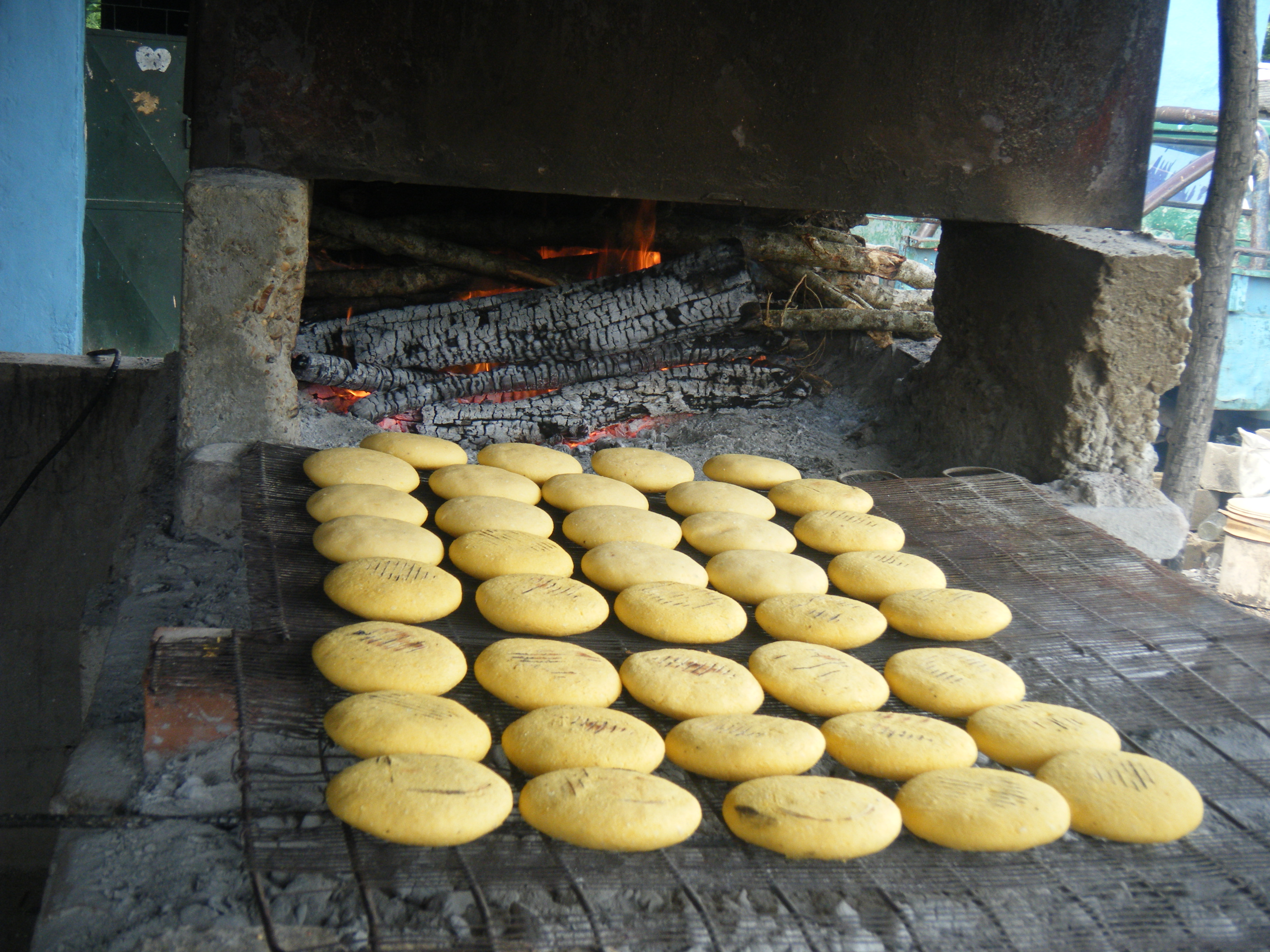
Arepas de maíz pelado en Venezuela.

En Venezuela existe una amplia variedad de arepas tradicionales que varían según el tipo de masa, el método de cocción o los ingredientes añadidos. Las arepas se elaboran principalmente con harina de maíz precocida, aunque muchas variantes regionales emplean maíz pilado, cocido con ceniza, cocido al fuego o mezclado con otros ingredientes como chicharrón o plátano. Según la región, pueden prepararse asadas, horneadas o fritas.
Entre las variedades más representativas se encuentran:
- Arepa pelada: preparada con maíz pelado al fuego, típico del oriente del país.
- Arepa de maíz pelao: elaborada con maíz cocido con ceniza o cal, común en los Llanos y zonas rurales.
- Arepa de chicharrón: masa mezclada con chicharrón molido, de consumo frecuente en el centro del país.
- Arepa de coco: lleva coco rallado en la masa; es típica de la región costera.
- Arepa andina: se prepara con harina de trigo y puede llevar azúcar o papelón; propia de los Andes.
- Arepa de trigo: variedad no dulce de la región andina, consumida como acompañante o rellena.
- Arepa de horno: cocida en horno de barro o leña, tradicional en zonas del occidente y los Andes.
- Arepa frita: sumergida en aceite caliente, extendida en todo el país.
- Arepa asada: cocida en budare o plancha, es la forma más común de preparación casera.

Además de las formas tradicionales, las arepas venezolanas se distinguen por su gran diversidad de rellenos, que varían por región y contexto cultural. Algunas de las más populares son:
- Arepa de huevo: arepa frita y rellena con huevo crudo que se cocina en el interior al freirla; originaria del estado Zulia.
- Reina pepiada: rellena con pollo desmechado, aguacate y mayonesa; surgida en Caracas en el siglo XX.
- Dominó: rellena con caraotas (frijoles negros) y queso blanco rallado.
- Perico: rellena con un sofrito de huevo, cebolla y tomate.
- Pelúa: lleva carne mechada y queso amarillo rallado.
- Catira: similar a la pelúa, pero con pollo mechado.
- Rumbera: rellena con pernil de cerdo y queso.

La costumbre de rellenar las arepas está tan extendida que muchas veces estas preparaciones reciben nombres propios y pueden encontrarse en ventas callejeras, panaderías, locales especializados o preparadas en el hogar, tanto en desayuno como en cena.

## Salud

### Valor nutricional
La arepa es una fuente relevante de carbohidratos, que constituyen su principal aporte energético. También contiene fibra dietética, beneficiosa para el funcionamiento del sistema digestivo. Aunque en menor proporción, aporta proteínas, un macronutriente esencial para diversos procesos metabólicos. Además, suministra minerales como calcio, hierro, sodio, potasio, magnesio y yodo, así como vitaminas A, B1, B6, E, K y folato.
El contenido nutricional varía según el tipo de arepa y sus ingredientes. Por ejemplo, la arepa tela de la región paisa de Colombia, en su forma básica, contiene alrededor de 170 kilocalorías y 30 gramos de carbohidratos por porción. La arepa de huevo, al incluir huevo y prepararse mediante fritura, puede alcanzar las 300 kilocalorías por cada 100 gramos. La arepa boyacense, elaborada con harina de trigo, queso y panela, puede aportar cerca de 250 kilocalorías por cada 100 gramos. En términos generales, una arepa asada de tamaño mediano (100 g) aporta aproximadamente 168 kilocalorías, 3,8 g de proteínas, 0,6 g de grasas, 40,5 g de carbohidratos y 3,6 g de fibra. Comparada con el pan blanco, la arepa de maíz puede contener menos calorías.
| Nutriente     | Cantidad |
| ------------- | -------- |
| Energía       | 168 kcal |
| Proteínas     | 3,8 g    |
| Grasas        | 0,6 g    |
| Carbohidratos | 40,5 g   |
| Fibra         | 3,6 g    |
| Calcio        | 7 mg     |
| Fósforo       | 32 mg    |

### Beneficios
La arepa, al elaborarse principalmente con harina de maíz, es naturalmente libre de gluten, por lo que puede ser consumida por personas con celiaquía o sensibilidad al gluten. Su elevado contenido de carbohidratos la convierte en una fuente eficiente de energía, especialmente indicada para niños y personas con altos requerimientos energéticos, como quienes practican actividad física intensa.
El valor nutricional de la arepa puede optimizarse mediante la incorporación de ingredientes adicionales en la masa, como avena en hojuelas, salvado de trigo o diversas semillas, lo que incrementa su aporte de fibra dietética. No obstante, es importante considerar que el contenido calórico y graso de la arepa puede variar significativamente en función del método de cocción y de los ingredientes añadidos, especialmente en las variedades rellenas. Para una preparación más saludable, se recomienda preferir técnicas como el asado o el horneado, en lugar de la fritura, con el fin de reducir el contenido de grasas.

### Riesgos
El maíz, principal ingrediente de la arepa, puede contener aflatoxinas, sustancias químicas que se han estudiado por su posible relación con el desarrollo de cáncer en humanos y animales.
En mercados de Colombia y Venezuela se han detectado aflatoxinas en arepas, y se ha estudiado su posible relevancia para la salud pública.
Estudios en Colombia y Venezuela han explorado la posible asociación entre el consumo de arepa y el cáncer de hígado, considerando además otros factores como el consumo de alcohol y hábitos alimentarios.

## Industrialización
La producción y el consumo de arepas han cambiado notablemente con el tiempo. Se han introducido máquinas que automatizan el proceso de elaboración, que incluye desde el amasado de la masa hasta su formación y cocción. Esto ha permitido no solo aumentar la cantidad de producción, sino también asegurar la consistencia del producto final.
Uno de los hitos más importantes en la industrialización de la arepa en Venezuela fue la invención de la harina precocida de maíz.  Este producto facilitó la preparación de arepas, simplificando el proceso y reduciendo el tiempo de cocción.

### Colombia
La producción de arepas a nivel industrial en Colombia ha tenido un desarrollo significativo, impulsado por la constante necesidad de este alimento básico y la búsqueda de métodos más eficientes en su elaboración. Se han introducido máquinas que automatizan el proceso de elaboración de arepas, que incluye la cocción de los granos de maíz, el amasado de la masa, así como el formado y la cocción. Esta automatización ha contribuido a un aumento en la producción y a la garantía de la uniformidad del producto. La industria ha innovado en el desarrollo de sistemas de empaquetado que alargan la vida útil de las arepas, lo que permite una distribución más eficiente a nivel nacional e internacional. Esta distribución se realiza a través de supermercados, tiendas de abarrotes y otros lugares de venta.

### Venezuela
En 1960 Empresas Polar, una corporación industrial venezolana, presentó la Harina P.A.N. al mercado. Este producto fue creado mediante un proceso desarrollado por el ingeniero mecánico venezolano Luis Alberto Caballero Mejía, ofreciendo una opción diferente al tradicional método de hacer arepas. A pesar de la existencia de diversas marcas de harina de maíz precocida en Venezuela, esta última es considerada un término genérico para todas las harinas de maíz en el país. 
Desde la década de 1990 el maíz amarillo se usa para la alimentación del ganado y solo se usa harina de maíz blanca refinada, la cual es pobre en fibra y betacarotenos. La marca comercial "Juana" comercializa harina de maíz mezclada con trigo y con arroz, entre otras variantes. También se ha promovido la mezcla y consumo con harinas de tubérculos como yuca, ocumo y papa.

## Comercialización

### Colombia
En Colombia, la arepa se comercializa en tiendas de barrio, supermercados de cadena y plazas de mercado, disponible tanto en forma de masa de maíz blanco o amarillo lista para asar o freír, como en harina de maíz precocida de origen industrial que requiere hidratación. Existen diversas marcas nacionales de harina de maíz precocida.
Además de su presencia en los hogares, la arepa se encuentra en ventas callejeras fijas, cafeterías y tiendas locales. Los supermercados y tiendas de abarrotes ofrecen versiones refrigeradas listas para calentar o asar. En restaurantes de comida típica, la arepa figura como una opción común en el menú, y en la región paisa se comercializa en diversos establecimientos, incluyendo aquellos que la ofrecen rellena.
Se ha identificado la existencia de más de 400 puntos de venta de arepas colombianas distribuidos a nivel internacional.
Solo en 2019, se estimó que las ventas de arepas en Colombia alcanzaron los COP $504 947 millones (aproximadamente USD 124 millones), con un crecimiento anual del 5 %, lo que duplicó el gasto de consumo registrado en 2009.

### España

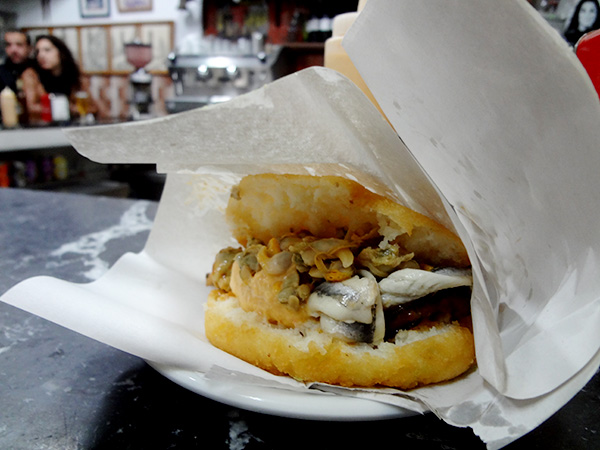
Arepa “Gomera”, La Laguna, Tenerife, Islas Canarias.

La arepa está presente en las Canarias debido a los flujos migratorios entre las islas y Venezuela, localizándose principalmente en la provincia de Santa Cruz de Tenerife y siendo poco común en las islas orientales del archipiélago. En bares y restaurantes de las islas, la mayoría de las arepas se consumen fritas, algunas con ingredientes propios de la gastronomía local como el queso tierno o el plátano canario.
La cadena hispana de alimentos Goya, la más grande del mundo en su sector, incorporó las arepas colombianas a su catálogo de productos para distribución en sus aproximadamente 4000 establecimientos en España.

### Venezuela
En Venezuela, las arepas se comercializan principalmente en establecimientos especializados conocidos como areperas, donde se ofrecen arepas rellenas con diversos guisos, entre los que destacan el queso rallado, el jamón, la carne mechada, los huevos en perico y el pollo, ingrediente principal de la Reina Pepiada.